# Franciszek Ancewicz
Franciszek Ancewicz (lit. Pranas Ancevičius) (ur. 29 stycznia 1905 w Laužai, zm.  16 kwietnia 1964 w Oakville) – polski i litewski prawnik, dziennikarz i sowietolog.

## Życiorys
W 1925 ukończył gimnazjum w Rosieniach i rozpoczął studia na wydziale humanistycznym Uniwersytetu Kowieńskiego, był związany ze studenckim ruchem socjaldemokratycznym. W 1927 został aresztowany, a następnie zmuszony do emigracji, otrzymał azyl w Polsce. W 1931 ukończył studia prawnicze na Uniwersytecie Wileńskim (uczeń Wacława Komarnickiego i Wiktora Sukiennickiego), następnie pracował w Instytucie Naukowo-Badawczym Europy Wschodniej i Szkole Nauk Politycznych w Wilnie, przygotował pracę doktorską Stalinowska koncepcja państwa na tle ewolucji ustrojowej Związku Socjalistycznych Republik Sowieckich (wyd. 1939). Zajmował się teorią państwa i prawa w ZSRR. W styczniu 1939 usunięty decyzją administracyjną z Wilna, zamieszkał w Warszawie, współpracował z Kurierem Warszawskim i Polityką, po wybuchu II wojny światowej był berlińskim korespondentem pisma Lietuvos žinios (do sierpnia 1940), następnie współpracował z prasą szwedzką i duńską. W 1942 wyjechał na Litwę, od lipca 1943 pracował jako sędzia gminny, od listopada 1943 jako adwokat. W 1944 ponownie wyjechał do Niemiec, uciekając przed zbliżającymi się wojskami sowieckimi, w 1948 zamieszkał w Kanadzie, pracował jako robotnik, był działaczem litewskiej emigracyjnej partii socjaldemokratycznej, a następnie kanadyjskiej Cooperative Commonwealth Federation, z ramienia której w 1957 startował w wyborach do parlamentu.
Zmarł śmiercią samobójczą 16 kwietnia 1964.
Jego przyjacielem był Czesław Miłosz.

## Wybrane publikacje
- Stalinowska koncepcja państwa na tle ewolucji ustrojowej Związku Socjalistycznych Republik Sowieckich, z przedmową Wacława Komarnickiego, Wilno: "Rocznik Prawniczy Wileński" 1939 (wyd. 2 poprzedzone wspomnieniem Czesława Miłosza, red. Hubert Łaszkiewicz, Sławomir Łukasiewicz, Lublin: Instytut Europy Środkowo-Wschodniej 2001).